# Pterometra trichopoda
Pterometra trichopoda is een haarster uit de familie Asterometridae.
De wetenschappelijke naam van de soort werd in 1908 gepubliceerd door Austin Hobart Clark.